# Schurale
Die Verlinkungen mit wikidata scheinen weitgehend unzutreffend zu sein, da sie die mythologische Figur, nicht aber das Gedicht von Tukaj betreffen.
Schurale (tatarisch Шүрәле / Şüräle; russisch Шурале / Schurale) ist ein Gedicht des tatarischen Dichters Gabdulla Tukaj (1886–1913). Es wurde 1907 auf der Grundlage der tatarischen Folklore geschrieben, wobei der Autor durch Geschichten von Puschkin und Lermontow stimuliert wurde.

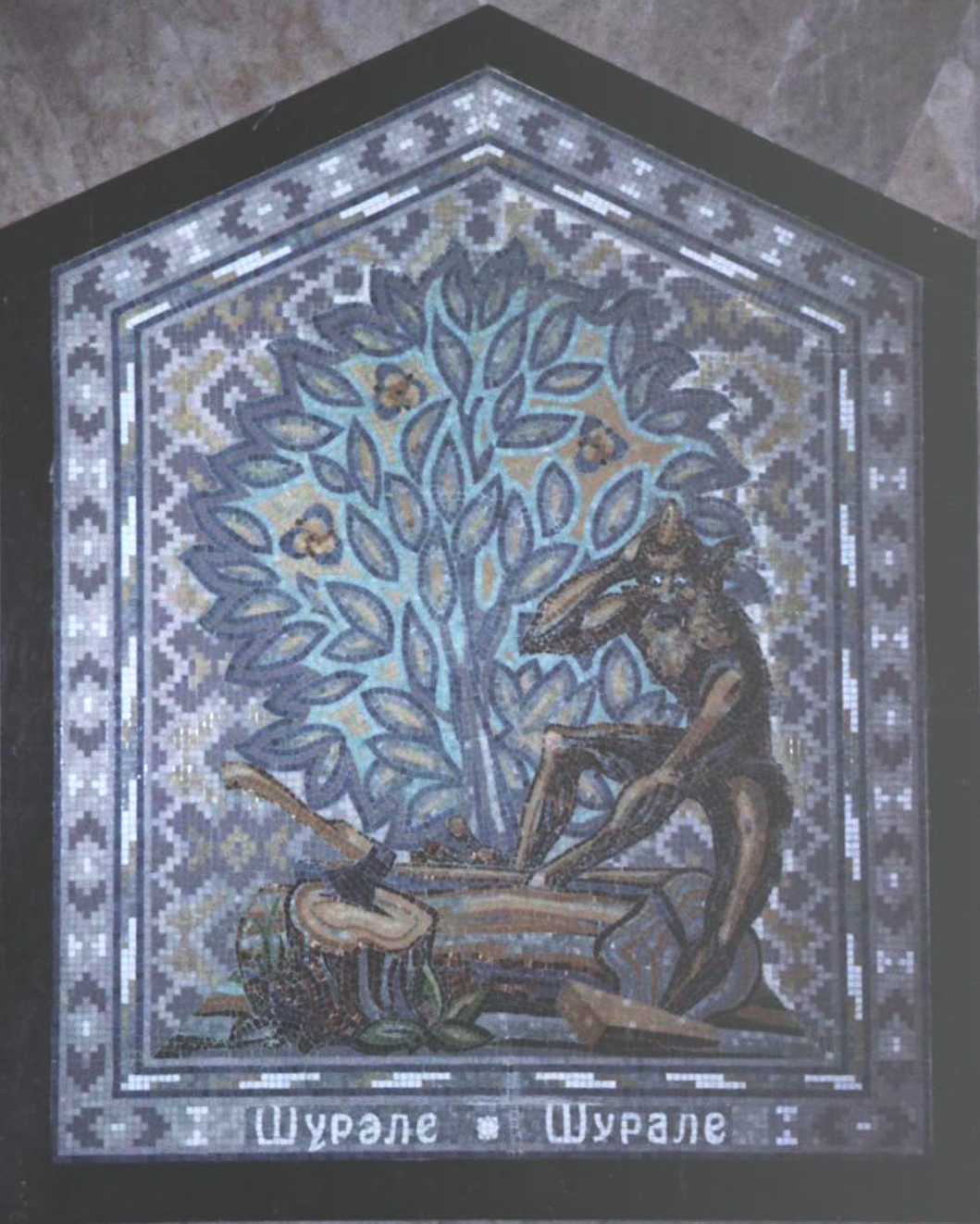
„Schurale“ (Illustration)

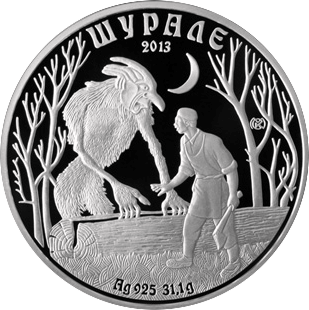
„Schurale“ (Münze)

## Handlung
In dem beliebtesten Märchen in Versen des tatarischen Volksdichters ist die Hauptfigur ein Fabelwesen, das den tatarischen Märchen entlehnt ist.
Ein kleiner Junge (tatar. Yeget) aus dem Dorf Kyrlay geht abends in den Wald, um Brennholz zu holen, wo er von einem Schurken – einer Art Tricksterfigur – getroffen wird. Der Schurke will den Yeget zu Tode kitzeln, doch dieser rettet sich durch eine List. Er bittet Schurale, ihm zu helfen, einen Keil in einen Baumstamm zu schlagen, bevor Schurale ihn tötet. Ohne einen Trick zu vermuten, willigt Schurale ein und öffnet den Spalt mit seinen Händen. Dann zieht der Yeget den Keil heraus, und der Baumstamm quetscht Schurale mit Gewalt die Finger ein.

## Verschiedenes
Auf der Grundlage der Geschichte des Gedichts wurde das Ballett Schurale geschaffen. Es stammt von dem im Zweiten Weltkrieg gefallenen tatarischen Komponisten  Farid Jarullin (1914–1943).
Im Jahr 1987 drehte Sojusmultfilm den Zeichentrickfilm Schurale.
Tawil Chasiachmetow und Bainasar Almenow und andere schufen Illustrationen zu dem Werk.
Semjon Lipkin (1911–2003) übersetzte das Werk in Russische.
Das Werk steht auf der Liste der „100 Bücher“, die das Ministerium für Bildung und Wissenschaft der Russischen Föderation den Schulkindern für das selbständige Lesen empfohlen hat.